# 마차코스현

마차코스현

마차코스현(Machakos County)은 케냐를 구성하는 47개 현 가운데 하나로 현도는 마차코스이며 면적은 5,952.9km2, 인구는 1,098,584명(2009년 기준)이다. 2013년에 실시된 행정 구역 개편에 따라 동부주에서 분리되어 신설되었다. 서쪽으로는 나이로비현과 키암부현, 북서쪽으로는 무랑가현, 북쪽으로는 엠부현, 동쪽으로는 키투이현, 남쪽으로는 마쿠에니현, 남서쪽으로는 카지아도현과 접한다.

## 같이 보기
- 키투이현
- 마쿠에니현
- 엠부현
- 키리니아가현